# 동상동 (김해시)
동상동(東上洞)은 대한민국 경상남도 김해시의 행정동, 법정동이다. 김해읍 당시까지는 김해 시내의 중심가로서 김해의 1번지로 불렸으며, 재래시장·오일장이 함께 열렸던 곳으로 김해의 중심지였으나 현재는 내외·삼방 등 신도시 상권에 밀려 지역상권의 중심 역할을 하지 못하고 있다. 구시가지 지역으로 생활여건이 낙후되어 신도시 지역에 비해 빈곤층이 많고 영세 소상인이 주류를 이루며, 1987년도부터 시행한 동상·대성토지구획정리사업이 지지 부진하여 지역개발에 걸림돌이 되고 있으며, 이로 인해 인구가 점차 줄어드는 추세에 있다.

## 연혁
김해군 좌부면 동쪽의 위에 위치한 마을로 1914년 행정구역 폐합에 따라 대성리와 부원동 각 1부를 병합하여 ‘동상리’가 되었으며, 1941년 11월 1일 동명을 ‘조일정’으로 바꾸었다가 1947년 6월 다시 동명이 ‘동상동’으로 복구되면서 1·2구로 나누어졌다. 1976년 4월 20일 중부출장소가 설치되었으며, 1981년 7월 1일 김해시 승격과 함께 법정동 관할 구역이 현재의 행정동인 동상동이 되었다.
- 1895년 - 조선 고종 32년 김해군 김해면 중심지
- 1914년 3월 1일   - 김해군 좌부면 동상리
- 1947년 6월 25일 김해군 김해읍 동상동 (1·2구)
- 1981년 7월 1일 - 김해시 동상동

## 교육
- 동광초등학교

## 관광
- 김해읍성
- 사충단
- 김해재래시장